# آن النمساوية (ملكة بولندا)
     لشخصية أخرى تحمل اسم آنا النمساوية، طالع آنا النمساوية (توضيح).

آن النمساوية (16 أغسطس 1573 - 10 فبراير 1598) أصبحت ملكة بولندا والسويد  بزواجها من سييسموند فاسا، هي أبنة كارل الثاني، أرشيدوق النمسا وماريا آنا من بافاريا، وأنجبت له خمسة أبناء منهم فواديسواف الرابع فاسا الذي أصبح ملك بولندا وأيضا أنتخب قيصرا لروسيا بين عامي (1613-1610)، بعد وفاتها زوجها تزوج من شقيقتها الصغرى كونستانس ريناتا من النمسا.

## معرض صور

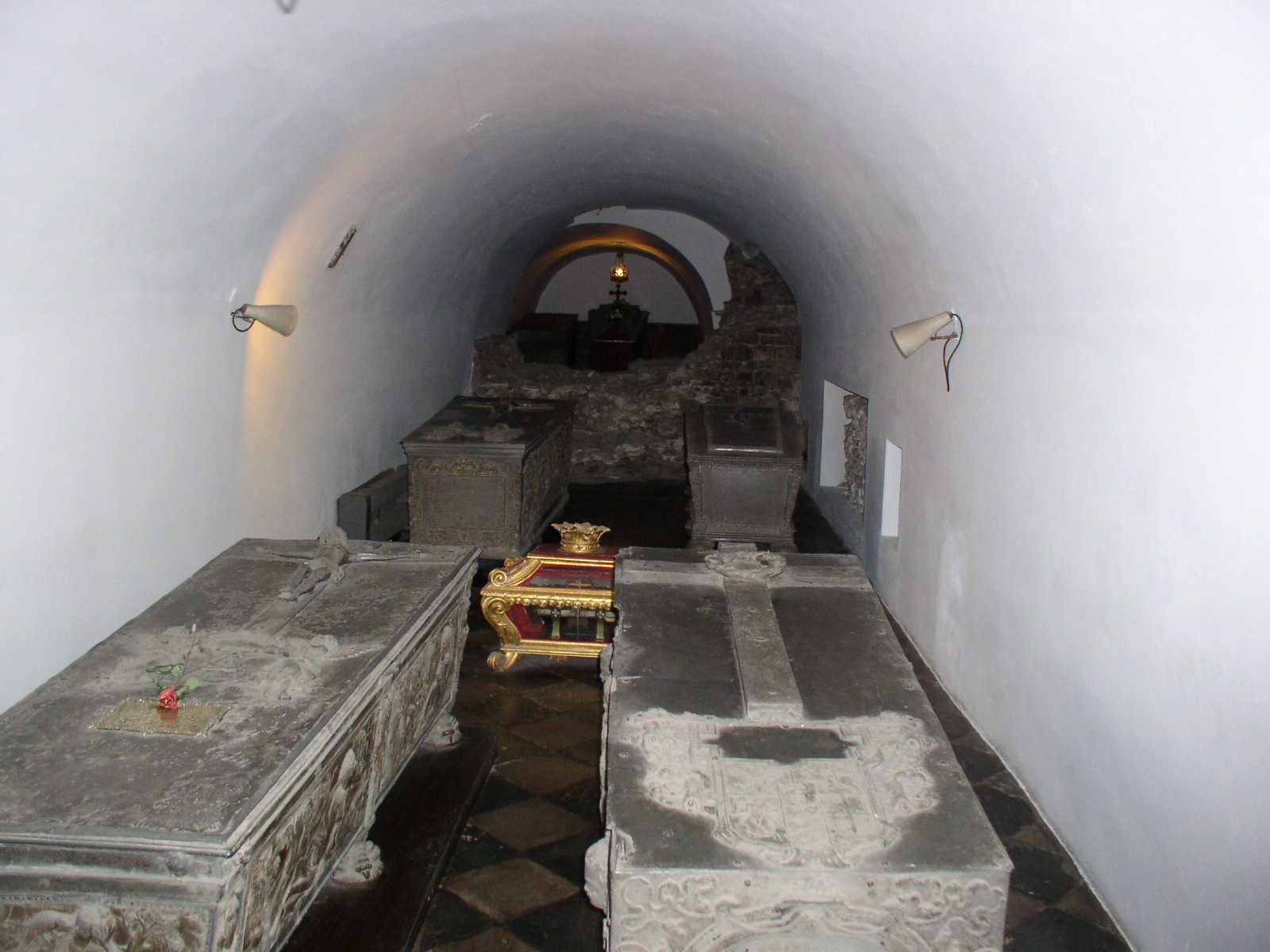
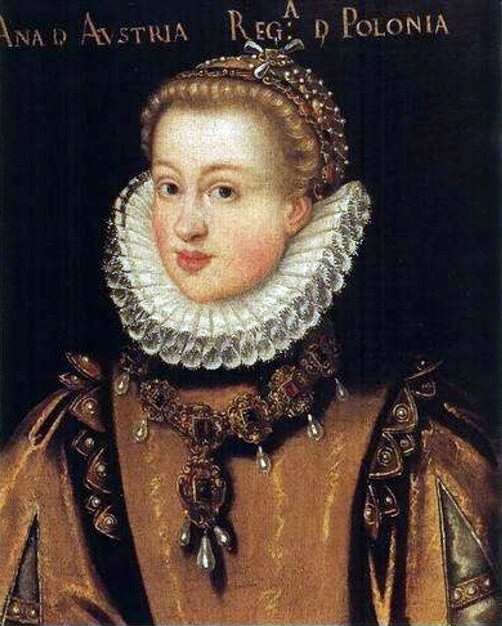
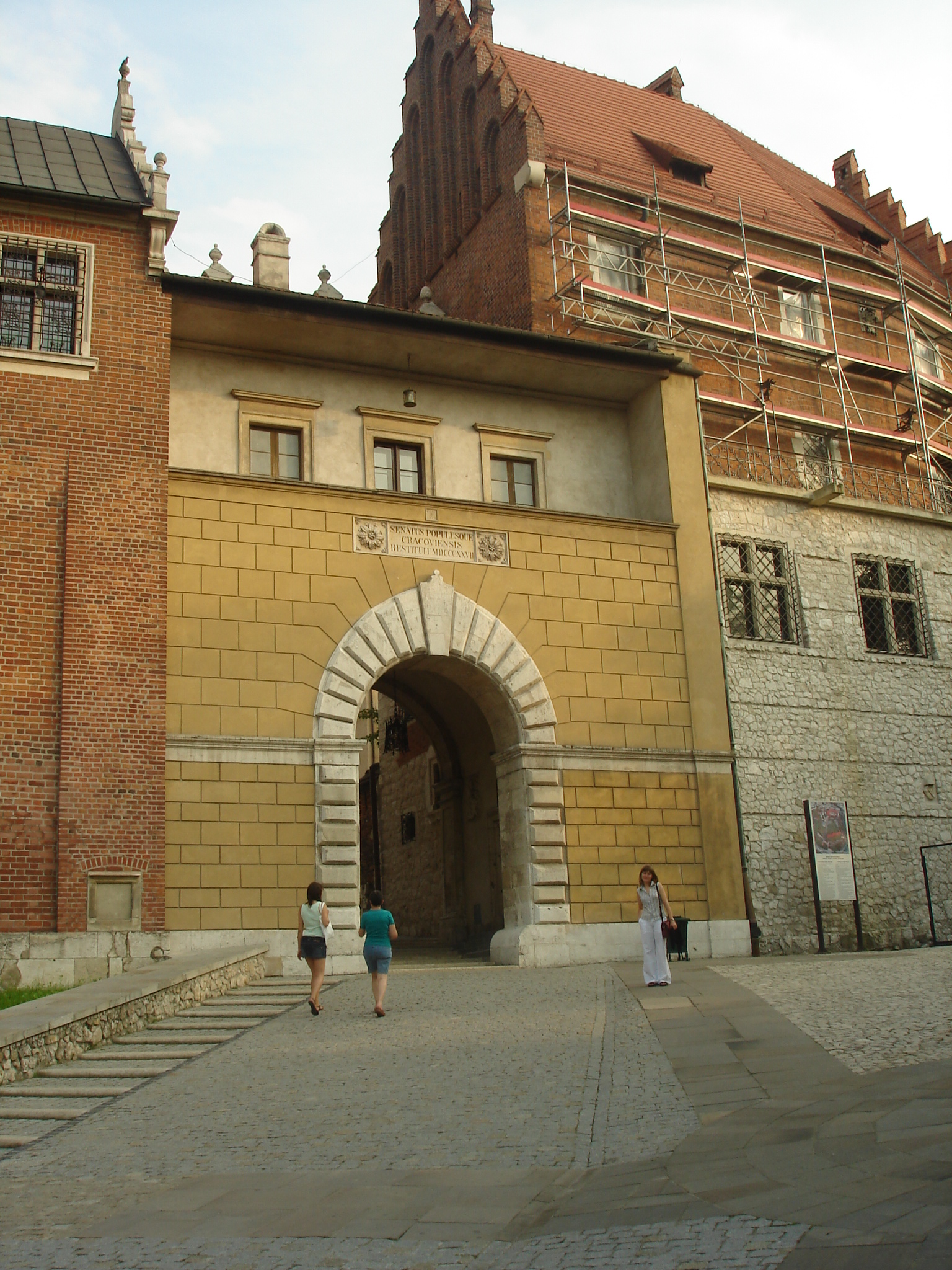